# Kent Haruf
Œuvres principales
Le Chant des plaines
Compléments
Corps de la paix
Kent Haruf, né le 24 février 1943 à Pueblo au Colorado et mort le 30 novembre 2014 à Salida au Colorado, est un écrivain américain.

## Biographie
Fils d'un pasteur méthodiste et d'une enseignante, il étudie à la Nebraska Weslayan University où il obtient son diplôme. Avant de commencer à publier ses oeuvres, il exerce différents métiers : agriculteur dans un élevage de poulets du Colorado , ouvrier, bibliothécaire, enseignant dans un corps de paix en Turquie, puis enseignant à l'université...
En 1973 il déménage avec sa famille à Iowa, où il a l'intention de s'inscrire au Writers Workshop de l'université d'Iowa, dispensé par des écrivains reconnus tels que John Irving, Seymour Krim et Dan Wakefield. Sa demande est refusée, mais il trouve une place en tant que surveillant à l'université et finira par intégrer le cours. 
En 1976 il devient professeur assistant à la Nebraska University. 
En 1982, il publie sa première nouvelle, Now (and then), où le narrateur raconte son retour chez sa mère, du Wisconsin à l'Iowa. 
En 1981, il publie dans la revue littéraire Puerta del Sol, une brève nouvelle, puis son premier roman, Ces Liens qui nous enchaînent (The Tie That Binds), pour lequel il reçoit le Whiting Award. La Fondation Hemingway lui consacre une citation spéciale, et son ancien professeur John Irving le met en contact avec son agent. En 1990, son second roman est publié, sous le titre Where You Once Belonged, traduit en français sous le titre Colorado blues. 
C'est seulement à l'âge de 56 ans qu'il commence à rencontrer un succès de librairie, avec la parution du roman Le Chant des Plaines (Plainsong), premier volume d'une trilogie. 
Il obtient le prix John Dos Passos en 2006.

## Œuvres

### Romans
- Ces Liens qui nous enchaînent, Robert Laffont, coll. « Pavillons », 2022 ((en) The Tie That Binds, 1984), trad. Anouk Neuhoff, 328 p.  (ISBN 2-221-25028-1)
- Colorado blues, Robert Laffont, coll. « Pavillons », 2002 ((en) Where You Once Belonged, 1990), trad. Anouk Neuhoff, 234 p.  (ISBN 2-221-09416-6)
- Le Chant des plaines, Robert Laffont, coll. « Pavillons », 2001 ((en) Plainsong, 1999), trad. Benjamin Legrand, 317 p.  (ISBN 2-221-09153-1)
- Les Gens de Holt County, Robert Laffont, coll. « Pavillons », 2006 ((en) Eventide, 2004), trad. Anouk Neuhoff, 408 p.  (ISBN 2-221-10302-5)
- (en) Benediction, 2013
- Nos âmes la nuit, Robert Laffont, coll. « Pavillons », 2016 ((en) Our Souls at Night, 2015), trad. Anouk Neuhoff, 180 p.  (ISBN 2-221-18784-9)

### Théâtre
- Benediction (2015), adaptation pour la scène du roman éponyme publié en 2013

### Essai
- "The Making of a Writer" (2014), in Granta Magazine, no 129 : "Fate"

### Autre publication
- West of Last Chance (2008), en collaboration avec le photographe Peter Brown